# ミス・ユー (ローリング・ストーンズの曲)
「ミス・ユー」(Miss You)は、ローリング・ストーンズが1978年に発表した楽曲。同年発表のアルバム『女たち』からの先行シングルとしてリリースされた。

## 背景
ディスコのリズムを取り入れた曲。ローリング・ストーンズのツアーのリハーサルにおいて、ミック・ジャガーが、当時ツアー・メンバーを務めていたビリー・プレストンと共に行ったジャムから発展したという。
レコーディングには、ローリング・ストーンズのメンバー5人に加えてイアン・マクレガン（エレクトリックピアノ）、メル・コリンズ（サックス）、シュガー・ブルー（ハーモニカ）が参加しており、ミック・ジャガーはボーカルだけでなくギターも演奏している。
本作には、8分半に及ぶロング・ヴァージョンも存在し、同ヴァージョンはローリング・ストーンズにとって初の12インチ・シングルとしてリリースされた。同ヴァージョンのミキシングは、ボブ・クリアマウンテンが担当。2005年発売のコンピレーション・アルバム『レアリティーズ 1971-2003』に収録されている「ミス・ユー（ダンス・ヴァージョン）」は、この12インチ・シングルのヴァージョンを編集して1分ほどカットしたものである。
シングルのB面には、『女たち』収録曲「ファー・アウェイ・アイズ」が収録された。

## 反響・評価
バンドの母国イギリスでは、1978年6月3日付の全英シングルチャートで初登場32位となり、2週間後に最高3位に達して、3週間トップ5にランク・インした。アメリカでは、「悲しみのアンジー」（1973年）以来5年振りにBillboard Hot 100で1位を獲得し、『ビルボード』誌のダンス・ミュージック/クラブ・プレイ・シングル・チャートでは6位、R&Bシングル・チャートでは33位に達した。
ローリング・ストーンの選ぶオールタイム・グレイテスト・ソング500において、2010年の改訂では498位にランク・インしている。

## ミュージック・ビデオ
ミュージック・ビデオはニューヨークで撮影された。

## コンサート・パフォーマンス
アルバム『女たち』発表に伴う1978年のツアーのうち、7月18日のフォートワース公演の模様は、2011年発売の映像作品『サム・ガールズ・ライヴ・イン・テキサス '78』に収録された。その後もライヴで頻繁に演奏されており、ドキュメンタリー映画『レッツ・スペンド・ザ・ナイト・トゥゲザー』（1983年公開）、ライヴ・アルバム『フラッシュポイント』（1991年）、映像作品『ブリッジズ・トゥ・バビロン・ツアー』（1998年）にも「ミス・ユー」のライヴ・ヴァージョンが収録されている。ライヴ演奏される場合、特に1990年代以降はバックコーラスの女性シンガーとのセクシーな絡みがフィーチャーされるようになり、リサ・フィッシャーらとの絡みが前述の作品中でも確認できる。またその絡みのある中間部分に於いて歌詞を、他者への問いかけから、他者からの問い掛けに若干変更しているケースもあり、これにより曲に新たな意味を持たせようという試みも行われている。
また、ミック・ジャガーとキース・リチャーズは2001年10月20日にマディソン・スクエア・ガーデンで行われたベネフィット・コンサート「コンサート・フォー・ニューヨーク・シティ」に参加して「ミス・ユー」を演奏しており、そのライヴ音源はコンピレーション・アルバム『The Concert For New York City』（2001年）に収録された。

## 他メディアでの使用例
アメリカ映画『オースティン・パワーズ ゴールドメンバー』（2002年公開）のサウンドトラックで、ドクター・ドレーがリミックスを施したヴァージョンが使用され、同作のサウンドトラックにも収録された。

## カバー
- シュガー・ブルー - アルバム『Blue Blazes』（1994年）に収録[16]。
- エタ・ジェイムス - アルバム『Matriarch of the Blues』（2000年）に収録[17]。
- LITTLE CREATURES + UA - ローリング・ストーンズのトリビュート・アルバム『IT'S ONLY ROCK'N' ROLL (BUT WE LIKE IT) A TRIBUTE TO THE ROLLING STONES』（2003年）に提供。UAのコンピレーション・アルバム『Nephews』（2005年）にも収録された。